# Polom (Wysoki Jesionik)
Polom (historyczna nazwa niem. Gebrechkamp) – szczyt (góra) o wysokości 1128 m n.p.m. (podawana jest też wysokość 1126 m n.p.m. , 1126,8 m n.p.m., 1127,0 m n.p.m.  lub 1127,2 m n.p.m. ) w paśmie górskim Wysokiego Jesionika (cz. Hrubý Jeseník), w północno-wschodnich Czechach, w Sudetach Wschodnich, na Morawach, na granicy gmin Jindřichov i Loučná nad Desnou, oddalony o około 12,1 km na północny zachód od szczytu góry Pradziad (cz. Praděd). Rozległość góry (powierzchnia stoków) szacowana jest na około 2,3 km², a średnie nachylenie wszystkich stoków wynosi około 12°.

## Charakterystyka

### Lokalizacja

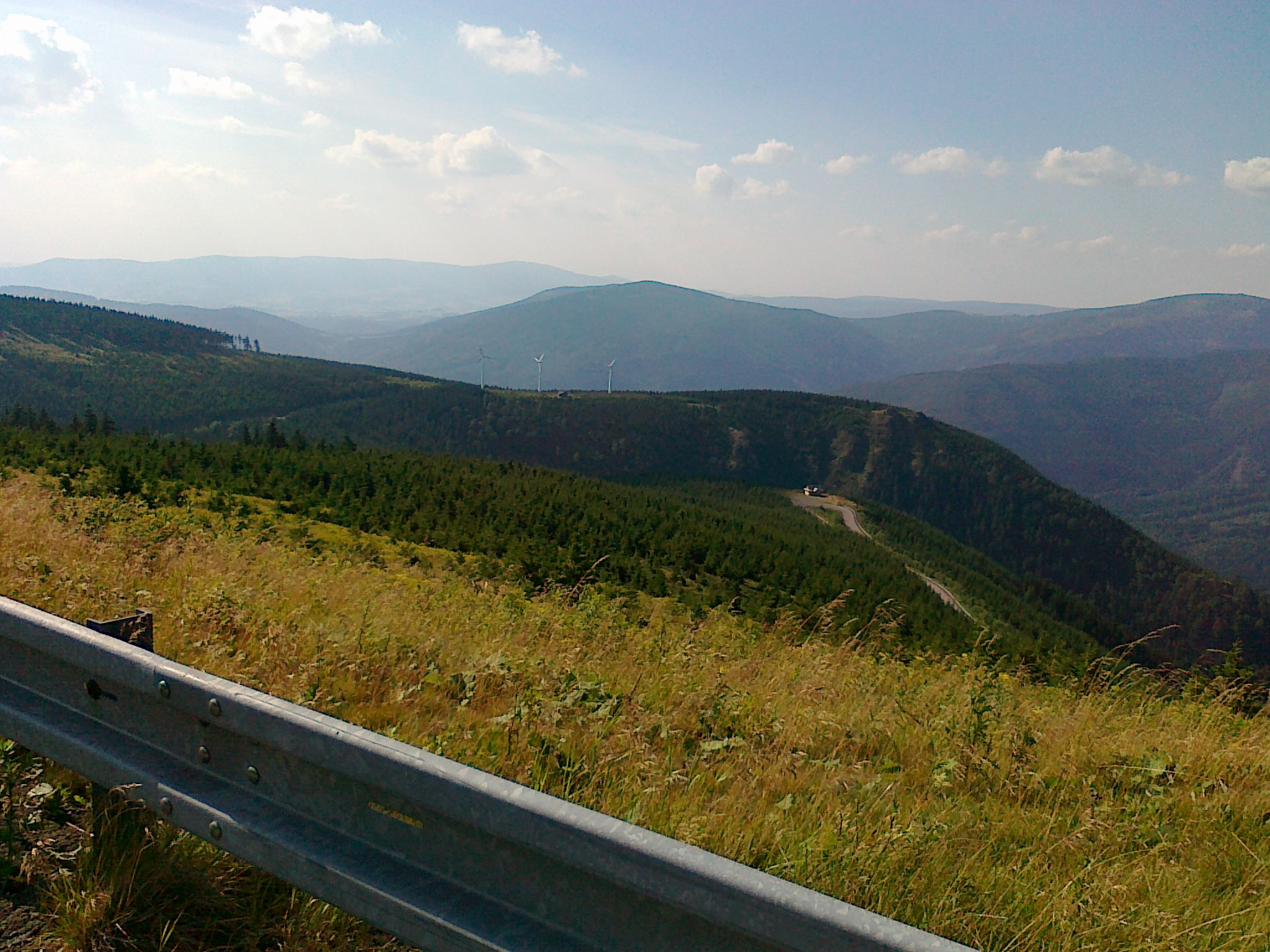
Widok z dolnej drogi wokół góry Dlouhé stráně na szczyty: Kamenec (1) i Medvědí hora, powyżej Černá stráň, Polom i Vozka, poniżej Suchá hora i Šindelná hora-JZ (w dali po lewej szczyty Masywu Śnieżnika) (2012 rok)

Góra Polom położona jest w północno-zachodnim rejonie całego pasma Wysokiego Jesionika, leżąca w części Wysokiego Jesionika, w centralnym obszarze (mikroregionu) o nazwie Masyw Keprníka (cz. Keprnická hornatina), na bocznym odgałęzieniu łańcuchu gór (Vozka → Polom → Černá stráň), grzbietu głównego, ciągnącego się od przełęczy Červenohorské sedlo do przełęczy Ramzovskiej (cz. Ramzovské sedlo). Charakterystyczną cechą góry jest jej prosty, niemalże płaski  o długości około 800 m grzbiet szczytowy, ciągnący się na kierunku południe – północ. Jest górą trudno rozpoznawalną, leżącą z dala od przebiegających dróg krajowych, a ponadto łatwo ją pomylić z innymi górami, leżącymi w jej pobliżu, mającymi podobne wysokości. Najlepiej posiłkować się dostępnymi mapami ułatwiającymi jej lokalizację i identyfikację. Widoczna jest stosunkowo wyraźnie od strony południowo-wschodniej, z jej najbliższego odkrytego szczytu góry Klínová hora. Ponadto można ją dostrzec z niektórych odkrytych dróg czy ścieżek stokowych, zlokalizowanych w jej pobliżu, ale i wtedy można ją pomylić np. z jednym z drugorzędnych szczytów góry Černá stráň. Jest szczytem słabo widocznym m.in. z drogi okalającej połać szczytową góry Pradziad (szczyt widoczny pomiędzy szczytami Černá stráň i Vozka, na lewo powyżej linii patrzenia w kierunku szczytu Šindelná hora, ale można go pomylić z widocznym niemalże w tej samej linii szczytem Klínová hora), a z innego charakterystycznego punktu widokowego – z drogi okalającej szczyt góry Dlouhé stráně – jest widoczny pomiędzy górującymi szczytami Černá stráň i Vozka, na lewo powyżej linii patrzenia w kierunku szczytu Suchá hora. 
Górę ograniczają: od północy przełęcz o wysokości 1112 m n.p.m. w kierunku szczytu Vozka, od północnego zachodu dolina potoku Hučava, od zachodu dolina nienazwanego potoku, będącego dopływem potoku Hučava, od południowego zachodu przełęcz Sedlo pod Polomem o wysokości 1026 m n.p.m. w kierunku szczytu Černá stráň–S, od południa dolina nienazwanego potoku, będącego dopływem potoku o nazwie Poniklý potok oraz od południowego wschodu i wschodu dolina potoku Poniklý potok. W otoczeniu góry znajdują się następujące szczyty: od północnego wschodu Mračná hora, Šerák–JZ, Šerák, Keprník, Vozka, Spálený vrch–SV i Spálený vrch, od południowego wschodu Klínová hora, od południa Černá stráň–SV, od południowego zachodu Černá stráň–S i Černá stráň, od zachodu Kutiště oraz od północnego zachodu Troják–JZ, Troják, Černava–JZ i Černava.

### Stoki
W obrębie góry można wyróżnić cztery następujące zasadnicze stoki:
- wschodni, ciągnący się od szczytu do doliny potoku Poniklý potok
- południowy, ciągnący się od szczytu do doliny nienazwanego potoku, będącego dopływem potoku o nazwie Poniklý potok
- południowo-zachodni, ciągnący się od szczytu do przełęczy Sedlo pod Polomem
- zachodni, ciągnący się od szczytu do osady Josefová[12]

Występują tu wszystkie typy zalesienia: bór świerkowy, las mieszany oraz las liściasty, przy czym dominuje zalesienie gęstym borem świerkowym. Na wszystkich stokach poza borem świerkowym, występują oprócz stoku południowo-zachodniego, wraz z obniżaniem wysokości obszary lasu mieszanego, a na stoku południowym nawet niewielkie połacie lasu liściastego. Na wszystkich stokach występują znaczne ogołocenia, przecinki oraz niewielkie polany. Ponadto na stoku wschodnim występują obszary pokryte gruzem skalnym, powstałym na skutek działania erozji oraz znaczne obszary głazowisk. Na stokach brak jest większych skalisk lub grup skalnych.
Stoki mają stosunkowo jednolite i zróżnicowane nachylenia. Średnie nachylenie stoków waha się bowiem od 8° (stok południowo-zachodni) do 19° (stok wschodni). Średnie nachylenie wszystkich stoków góry (średnia ważona nachyleń stoków) wynosi około 12°. Maksymalne średnie nachylenie stoku wschodniego, na wysokościach około 1000 m n.p.m. (obszary głazowisk), na odcinku 50 m nie przekracza 35°. Stoki pokryte są siecią dróg oraz na ogół nieoznakowanych ścieżek i duktów. Przemierzając je zaleca się korzystanie ze szczegółowych map, z uwagi na zawiłości ich przebiegu, zalesienie oraz zorientowanie w terenie.

### Szczyt

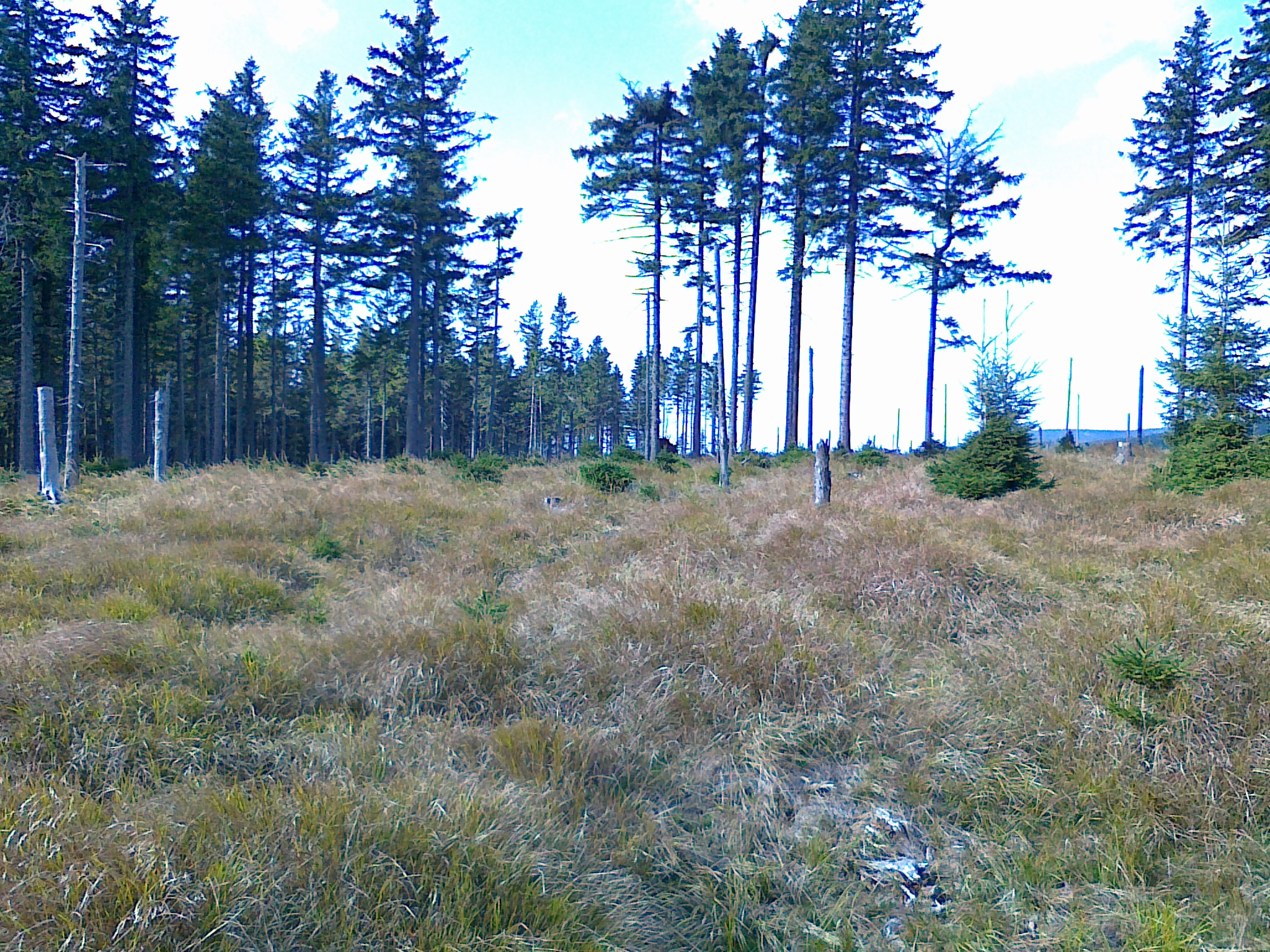
Połać szczytowa góry Polom (2018 rok)

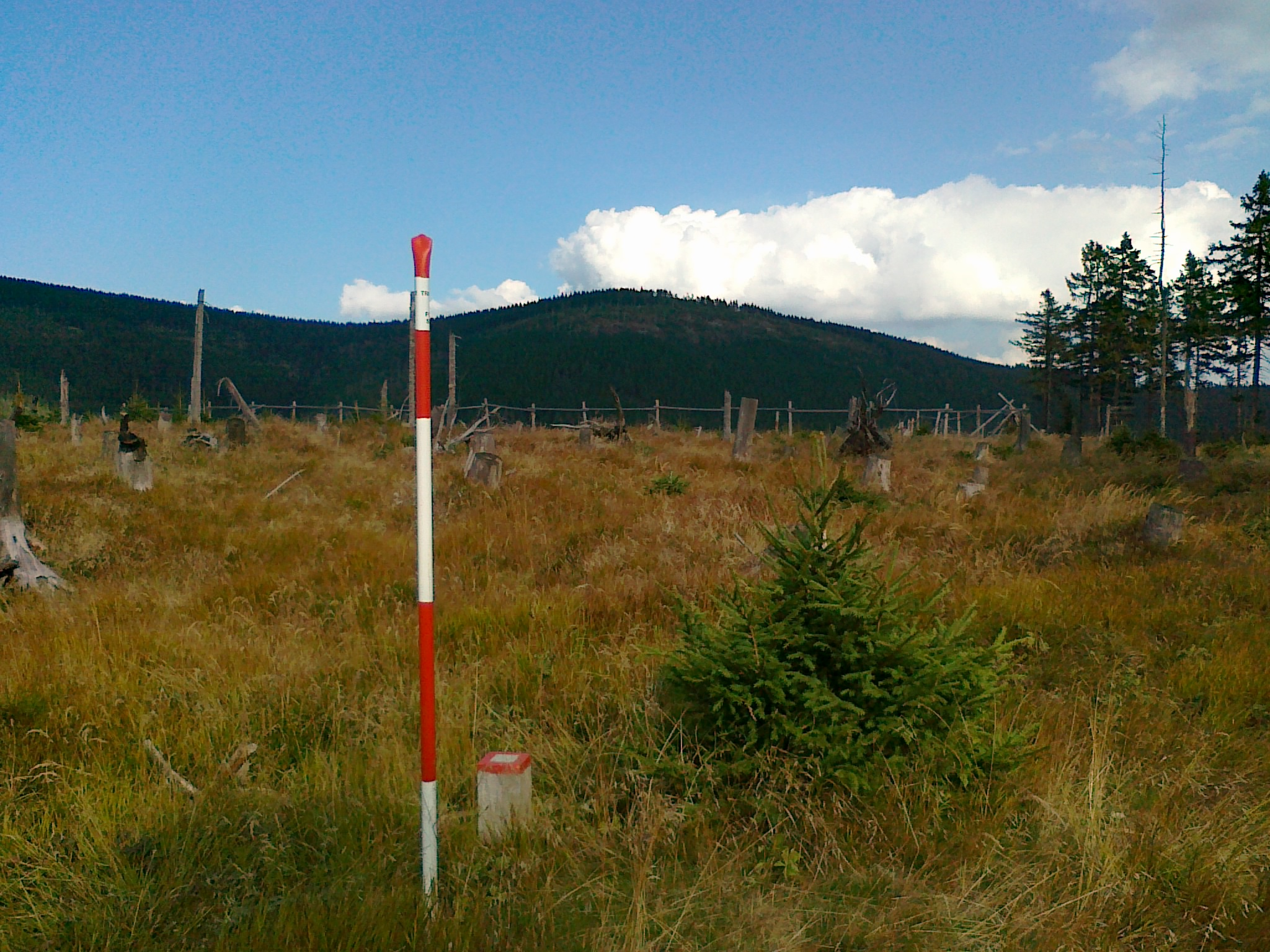
Punkt geodezyjny na połaci szczytowej góry Polom (w dali widoczna góra Spálený vrch) (2018 rok)

Na szczyt nie prowadzi żaden szlak turystyczny. Polom jest górą o pojedynczym szczycie. Szczyt położony jest na rozległej połaci, będącej ograniczonym punktem widokowym, z której rozpościerają się perspektywy w kierunku widocznych sąsiednich gór i szczytów (Vozka, Spálený vrch czy Klínová hora) na odkrytej polanie, pokrytej trawą wysokogórską oraz pniakami ściętych lub spróchniałych drzew. Połać szczytowa w kierunku wschodnim jest odgrodzona barierkami drewnianymi, przez służby leśne z uwagi na teren żerowiska jelenia szlachetnego. Na połaci szczytowej znajduje się punkt geodezyjny, oznaczony na mapach geodezyjnych numerem (34.), o wysokości 1126,69 m n.p.m. oraz współrzędnych geograficznych (50°08′30,73″N 17°05′16,54″E/50,141869 17,087928), z widocznym koło niego zamontowanym stalowym słupkiem, pomalowanym na przemian w poziome pasy białe i czerwone, na którym umieszczono u góry napis Státní triangulace Poškození se trestá, oddalony o około 38 m na południowy zachód od szczytu. Państwowy urząd geodezyjny o nazwie (cz. Český úřad zeměměřický a katastrální (CÚZK)) w Pradze podaje jako najwyższy punkt góry – szczyt – o wysokości 1127,9 m n.p.m. i współrzędnych geograficznych (50°08′31,2″N 17°05′18,3″E/50,142000 17,088417). 
Dojście do szczytu następuje ze skrzyżowania turystycznego o nazwie (cz. Poniklý potok), leżącego w nieznacznej odległości od osady Kouty nad Desnou, z którego drogą biegnącą wzdłuż płynącej doliny potoku Poniklý potok należy przejść odcinek o długości około 2,4 km, a następnie należy skręcić w lewo, idąc drogą po której należy przejść odcinek o długości około 1,2 km dochodząc do kolejnego skrzyżowania, od którego należy skręcić w prawo dochodząc po około 800 m do oznakowanej dwoma poziomymi białymi paskami ścieżki stokowej, w którą należy skręcić w lewo i po przejściu odcinka o długości około 450 m dojść w ten sposób do połaci szczytowej.

### Geologia
Pod względem geologicznym masyw góry Polom należy do jednostki określanej jako kopuła Keprníka i zbudowany jest ze skał metamorficznych, głównie ortognejsów (biotytów) oraz skał magmowych, głównie meta-granitów.

### Wody
Grzbiet główny (grzebień) góry Pradziad, biegnący od przełęczy Skřítek do przełęczy Červenohorské sedlo oraz dalej do przełęczy Ramzovskiej (cz. Ramzovské sedlo) jest częścią granicy Wielkiego Europejskiego Działu Wodnego, dzielącej zlewiska Morza Bałtyckiego i Morza Czarnego . 
Szczyt wraz ze stokami góry Polom położony jest na południowy zachód od tej granicy, należy więc do zlewni Morza Czarnego, do którego płyną wody m.in. z dorzecza Dunaju, będącego przedłużeniem płynących z tej części Wysokiego Jesionika górskich potoków (m.in. płynących w pobliżu góry potoków Hučava czy Poniklý potok). Ze stoku zachodniego bierze swój początek nienazwany potok, będący dopływem wspomnianego wcześniej potoku Hučava. Na potoku Hučava, w odległości około 1,6 km na północny zachód od szczytu, na wysokości około 845 m n.p.m. znajduje się wodospad o nazwie (cz. Vodopád Hučavy), który ma wysokość około 2 m. Dojście do niego następuje z zielonego szlaku turystycznego , biegnącego ze skrzyżowania turystycznego o nazwie Josefová.

## Ochrona przyrody
Cała góra znajduje się w obrębie wydzielonego obszaru objętego ochroną o nazwie Obszar Chronionego Krajobrazu Jesioniki (cz. Chráněná krajinná oblast (CHKO) Jeseníky), a utworzonego w celu ochrony utworów skalnych, ziemnych i roślinnych oraz rzadkich gatunków zwierząt. Na stokach nie utworzono żadnych rezerwatów przyrody lub innych obiektów nazwanych pomnikami przyrody. Ponadto na obszarze góry nie wytyczono żadnych ścieżek dydaktycznych. U podnóża stoku zachodniego, w odległości około 1,8 km na północny zachód od szczytu, na wysokości około 818 m n.p.m., blisko skrzyżowania turystycznego Josefová znajduje się stary świerk pospolity, który w 1982 roku został uznany za pamiątkowy o nazwie (cz. Smrk na Josefově) o wysokości około 29 m i obwodzie pnia 359 cm.

## Turystyka
W obrębie góry nie ma żadnego schroniska lub hotelu górskiego. Do bazy turystycznej z hotelem Červenohorské Sedlo i pensjonatami, położonymi na przełęczy Červenohorské sedlo jest od szczytu około 5 km w kierunku południowo-wschodnim. Do najbliższej osady Kouty nad Desnou z bazą hoteli i pensjonatów jest od szczytu również około 5 km w kierunku południowo-wschodnim. Ponadto do miejscowości Branná z bazą hoteli i pensjonatów jest od szczytu około 5,5 km w kierunku północno-zachodnim. Z uwagi na znaczne odległości do baz turystycznych góra ma niewielkie znaczenie turystyczne. W osadzie Josefová, u podnóża stoku zachodniego znajduje się leśniczówka, natomiast na obszarze góry nie ma żadnych tzw. chat łowieckich.
Kluczowym punktem turystycznym jest oddalone o około 1,8 km na północny zachód od szczytu, położone u podnóża stoku zachodniego skrzyżowanie turystyczne (cz. Josefová) z podaną na tablicy informacyjnej wysokością 812 m, przez które przechodzi jedyny wytyczony przez górę szlak turystyczny.

### Szlaki turystyczne i rowerowe oraz trasy narciarskie
Klub Czeskich Turystów (cz. Klub Českých Turistů) wytyczył w obrębie góry u podnóża stoku zachodniego jeden szlak turystyczny na trasie:
 Branná – góra Pekelec – szczyt Pekelec–SV – przełęcz Alojzovské louky – góra Troják–JZ – dolina potoku Hučava – góra Troják – szczyt Vozka – przełęcz Sedlo pod Vřesovkou
W obrębie góry nie wytyczono żadnych szlaków rowerowych. Ponadto nie wyznaczono na niej żadnych tras narciarstwa biegowego czy też żadnych tras narciarstwa zjazdowego.